# 雍州 (前秦)
雍州，中国十六国时前秦设置的州。
350年，前秦继承后赵，设置雍州。治所在长安。下辖京兆郡、冯翊郡、扶风郡、咸阳郡、始平郡、新平郡、安定郡、平凉郡、陇东郡、赵兴郡、北地郡、抚夷护军。354年，改雍州为司隶校尉。360年，分司隶校尉设雍州，治所在安定郡临泾县（今甘肃省镇原县东南），下辖在安定郡、新平郡、陇东郡、赵兴郡、平凉郡、长城郡、五原郡、抚夷护军、云中护军。370年，废除雍州，合并入司隶校尉。371年，在河东设置雍州，治所在蒲坂（今山西省永济市蒲州镇），下辖河东郡、平阳郡。386年，被西燕占领，雍州废除。